# 윤섬
윤섬(尹暹, 1561년 ~ 1592년)은 조선의 문신이다. 자는 여진, 호는 과재, 본관은 남원(南原)이다.
조선 선조 때 사신으로 명에 가서, 그곳에서 태조의 조상이 잘못 기록되어 있는 것을 바로잡고 돌아왔다. 그 공으로 용성 부원군에 봉해졌다. 1591년 음력 6월 23일 교리에 임명되었다. 임진왜란 상주 전투시기에 전사하였다.

## 가족 관계
- 증조부 : 윤시영(尹時英)
  - 할아버지 : 윤징(尹澄)
    - 아버지 : 윤우신(尹又新)
    - 어머니 : 문화 류씨, 류문윤(柳文潤)의 딸
      - 부인 : 원주 원씨, 원경심(元景諶)의 딸
        - 장남 : 윤형갑(尹衡甲)
        - 자부 : 창원 황씨, 황치경(黃致敬)의 딸
          - 손자 : 윤계(尹棨)
          - 손자 : 윤집(尹集)
          - 손자 : 윤유(尹柔)

## 참고 문헌
- 춘추관 관원들 (1616). 《선조실록》.